# Ziemetshausen
Ziemetshausen település Németországban, azon belül Bajorországban. Lakosainak száma 3231 fő (2023. december 31.).

## Népesség
A település népessége az elmúlt években az alábbi módon változott:
| Lakosok száma | 828  | 1621 | 2174 | 2952 | 2941 | 2957 | 3033 | 3098 | 3232 | 3231 |
|               | 1875 | 1950 | 1975 | 1987 | 2012 | 2014 | 2016 | 2017 | 2021 | 2023 |